# Criptopunks
Els Criptopunks són una col·lecció d'NFTs creats per Matt Hall i John Watkinson el 2017, considerada una de les primeres d’aquest tipus a la blockchain d’Ethereum. Cadascun d'aquests avatars digitals únics es ven a través d’una subhasta, on els preus augmenten a mesura que guanyen popularitat. La col·lecció, que inclou més de 10.000 peces, ha esdevingut un element destacat en el món de l’art digital i de les criptomonedes. N'hi ha molts tipus diferents.

## Història
Es va crear el primer al 2017 quan el dos desenvolupadors de Programari Matt Hall i en John Watkinson van voler experimentar amb Ethereum amb la col·laboració de Larva Labs actualment una de les majors empreses de Crypto art. Des de llavors s'han creat mes de 10.000 unitats, dels quals 6 han sobrepassat els 6 milions d’euros.

## Màrketing
En aquesta col·lecció d’NFT’s cadascun és diferent, aquesta és una estratègia de màrqueting de l'empresa Larva Labs qui, a la seva web té un comptador de cada una de les característiques de les seves obres (exactament hi han 87 característiques diferents).
Algunes d’aquestes característiques son:
-Raça: homes, dones, micos, zombies (de color verd) i extraterrestres (de color blau).
-Complements: Tipus de pentinat, tipus de collaret, tipus de gorro… Entre d'altres tipus de complements imaginables.

## Més cars[5]
| Posició: | Codi:            | Valor en Dòlars: | Valor en Ethereum: | Enllaç per veure'l                                 |
| -------- | ---------------- | ---------------- | ------------------ | -------------------------------------------------- |
| 1        | CryptoPunk #9998 | $533 millions    | 125.000 ETH        | https://www.larvalabs.com/cryptopunks/details/9998 |
| 2        | CryptoPunk #7523 | $11,8 millions   | 2.800 ETH          | https://www.larvalabs.com/cryptopunks/details/7523 |
| 3        | CryptoPunk #7804 | $7,5 millions    | 1.770 ETH          | https://www.larvalabs.com/cryptopunks/details/7804 |
| 4        | CryptoPunk #3100 | $7,5 millions    | 1.770 ETH          | https://www.larvalabs.com/cryptopunks/details/3100 |
| 5        | CryptoPunk #5217 | $5.44 millions   | 1.280 ETH          | https://www.larvalabs.com/cryptopunks/details/5217 |